# 블라스토 (1978년 비디오 게임)
블라스토는 1978년 그렘린 인더스트리스에서 아케이드로 발매한 퍼즐 게임이다. 플레이어는 우주선을 조종하면서 지뢰밭에서 지뢰를 제거하는 비행선 역할을 한다. 약 1X1의 크기로 제작된 우주선에서 총알을 발사하여 지뢰를 발사시킬 수 있으며, 만약 지뢰 주변 3*3 범위 내에 지뢰가 있을 경우 첫번째 지뢰가 제거되고 1초후 연쇄 폭발한다. 만약 우주선도 매우 가까우면 폭발당할 수는 있지만 유일한 게임오버 방법은 시간 초과이므로, 폭발당해도 목숨이 줄어드는 일은 없다. 1개의 라운드만 존재하는 것이 특징이다.

## 이식
1980년 밀턴 브래들리에 의해 TI-994A로 이식되었으며, 기존 싱글 플레이어에서 벗어나 플레이어들 간에 경쟁이 가능하도록 했다. 게임의 스피드 역시 약(Sluggish), 중(Rapid), 강(Full Tilt)로 조절할 수 있고, 지뢰의 밀도, 기체의 자취 표시 유무를 조절하게 되어 있으며 플레이어의 기체가 우주선에서 탱크로 변화해 있다.
당시 프로그래머들은 소리에 vdp-interrupt을 사용하지 않았기 때문에 음향 효과가 재생될 때마다 음악이 일시중지되는 것이 특징이다.
Twin Galaxies 공식 전자 스코어보드에 따르면 이 게임의 세계 챔피언 버트 안크롬은 이 게임의 세계 챔피언이다.